# Anson Boon
Pour les articles homonymes, voir Boon.
Anson Boon, né le 15 février 2000 à Cambridge, est un acteur britannique.

## Biographie
Anson est né le 15 février 2000 à Cambridge en Angleterre, d'un père travaillant dans une entreprise d'équipement de garage et d'une mère réceptionniste originaire de Tottenham. Il grandit dans une petite ville du compté de Northamptonshire. Il a un jeune frère qui travaille dans une ferme.
Au plus loin qu'il se souvienne, il a toujours voulu être acteur. Studieux à l'école, il est encouragé par ses professeurs à faire de grandes études mais préfère étudier le théâtre à l'université. Il abandonne cependant rapidement face à son début de carrière d'acteur.

## Carrière
En 2020, il est campe l'un des rôles principaux du thriller The Winter Lake aux côtés d'Emma Mackey. La même année, il est annoncé au casting du drame Blackbird de Roger Michell.
En juin 2021, il est annoncé au casting de la série télévisée Pistol, retraçant l'histoire de la montée en puissance des Sex Pistols. Il y incarne Johnny Rotten, chanteur du groupe.

## Filmographie

### Cinéma
- 2019 : Crawl de Alexandre Aja : Stan
- 2019 : Blackbird de Roger Michell : Jonathan
- 2019 : 1917 de Sam Mendes : le 2ème classe Cooke
- 2020 : Sulphur and White de Julian Jarrold : David Tait à 15 ans
- 2020 : The Winter Lake de Phil Sheerin : Tom

### Télévision

#### Séries télévisées
- 2014 : All at Sea : Troy Milne
- 2018 : Les enquêtes de Morse : Brett Nero
- 2018 : L'Aliéniste : garçon atteint de parésie #5 (2 épisodes)
- 2019 : Living the Dream : Louis
- 2019 : The Feed : Anton Garin (4 épisodes)
- 2020 : Shadowplay : Moritz jeune (6 épisodes)
- 2022 : Pistol : Johnny Rotten (6 épisodes)
- 2025 : MobLand : Eddie Harrigan